# Wilhelm von Branca
Carl Wilhelm Franz von Branca (även von Branco), född 9 september 1844 i Potsdam, död 12 mars 1928 i München, var en tysk geolog och paleontolog.
von Branca blev 1899 professor i geologi och paleontologi vid universitetet i Berlin och bedrev en mycket mångsidig forskningsverksamhet. Han utgav större arbeten rörande vulkanismen och olika fossila djurgrupper såsom bläckfiskar (Beiträge zur Entwicklungsgeschichte der fossilen Cephalopoden, 1873-80), ganoider, stegocefaler och däggdjur (Die menschenähnlichen Zähne aus den Bohnerzen der Schwäbischen Alb, 1898).